# Carillon

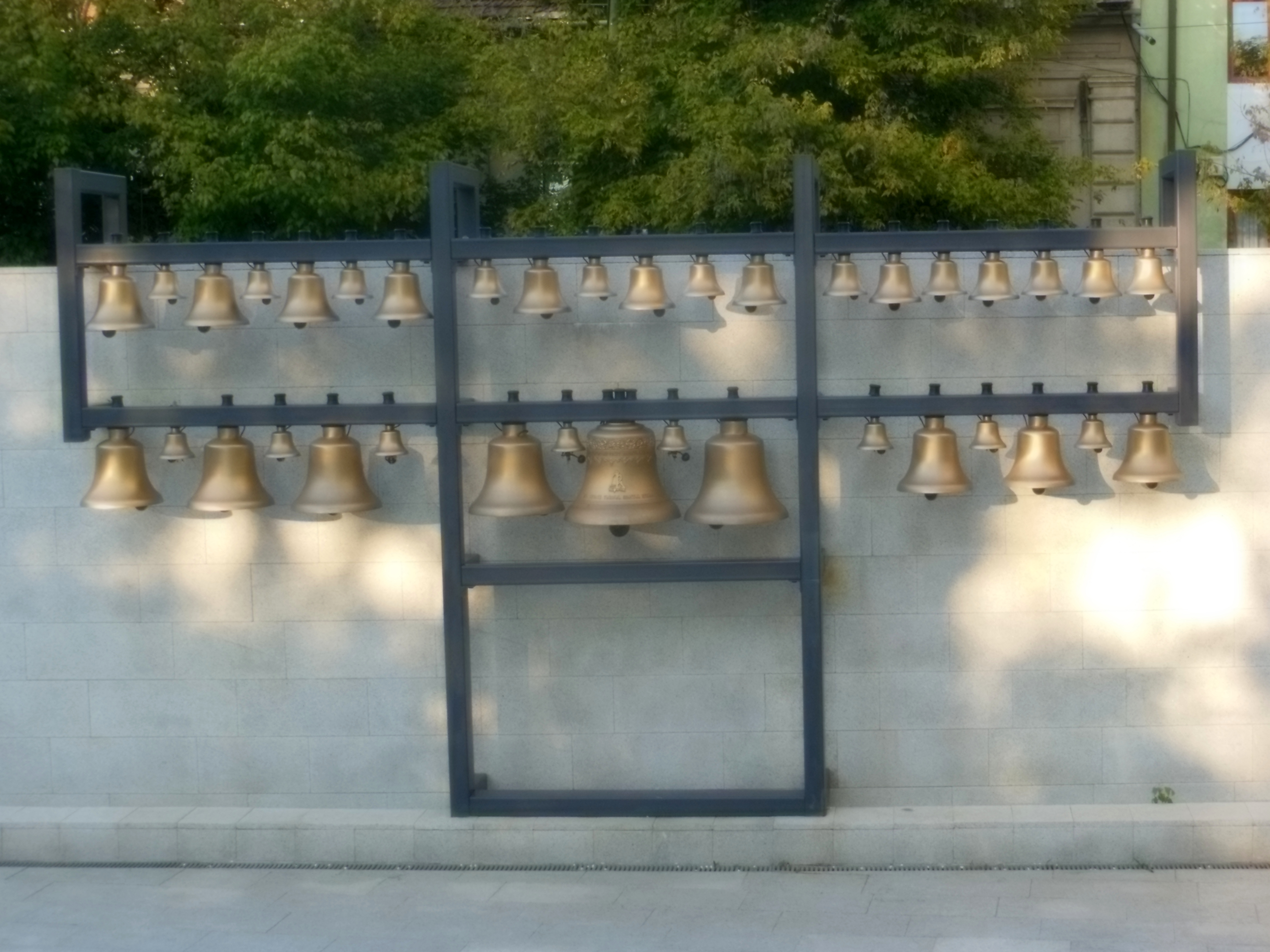
Carillon cu 37 de clopote amplasat în Centrul istoric din Baia Mare, în apropiere de Turnul Ștefan.

Carillon (din franceză [kariλõ] ‹ latina medievală quadrilo, „grup de patru”) (grafiat și carilon ) este un grup de clopote (inițial 4, de unde și numele), acordate diatonic sau cromatic, plasate în turnul catedralelor și acționate fie cu ajutorul unei claviaturi, fie printr-un mecanism de ceasornic. Carillonul este cunoscut încă din secolul al XII-lea, dar s-a răspândit mai ales între secolele al VI-lea și al XVIII-lea în nordul Franței și în Țările de Jos. Carilloanele moderne au până la 50 de clopote, cele mai mari aflându-se la Universitatea din Chicago și la Riverside Church din New York.
La carilloanele tradiționale, cu acționare mecanică, ansamblul clopotelor este manevrat de un singur om care folosește de obicei o claviatură pentru sunetele mai înalte și un pedalier pentru clopotele grave, ca la orgă.

## În România
În 2015, în Baia Mare a fost instalat un carillon cu 37 de clopote, cu greutăți variind de la 8 kg pentru cel mai mic și 98 kg pentru cel mai mare, care acoperă trei octave.
Catedrala episcopală „Sf. Mare Mucenic Gheorghe” din Drobeta-Turnu Severin dispune de un carillon (ansamblu de 10 clopote mai mici), acționat de un calculator, cu posibilitatea programării semnalelor acustice muzicale după ora transmisă prin sistemul GPS (via satelit) sau cu telecomandă.

## Compoziții
George Enescu a compus în perioada1913 - 1916 lucrarea pentru pian solo Pieces Impromptues, op. 18 (Mélodie, Voix de la steppe, Mazur mélancolique, Burlesque, Appassionato, Coral, Carillon nocturne), ultima piesă fiind denumită Carillon nocturne.  În actul său compozițional Enescu realizează o uluitoare recompunere la pian a complexelor sunete de clopot, dar piesa lui de pian are o formă care depășește prestațiile uzuale ale jocurilor de clopote reale. Nu este o pură imitație, ci o compoziție de mare putere evocatoare.